# Yukinari Sugawara
Yukinari Sugawara, född 28 juni 2000, är en japansk fotbollsspelare som spelar för Southampton.

## Klubbkarriär
Den 21 juni 2019 lånades Sugawara ut till AZ Alkmaar på ett låneavtal över säsongen 2019/2020. Den 23 februari 2021 skrev Sugawara på ett femårskontrakt i AZ Alkmaar med start den 1 juli 2021.

## Landslagskarriär
Sugawara debuterade för Japans landslag den 9 oktober 2020 i en 0–0-match mot Kamerun, där han blev inbytt i den 86:e minuten mot Genki Haraguchi.